# Música de Minecraft

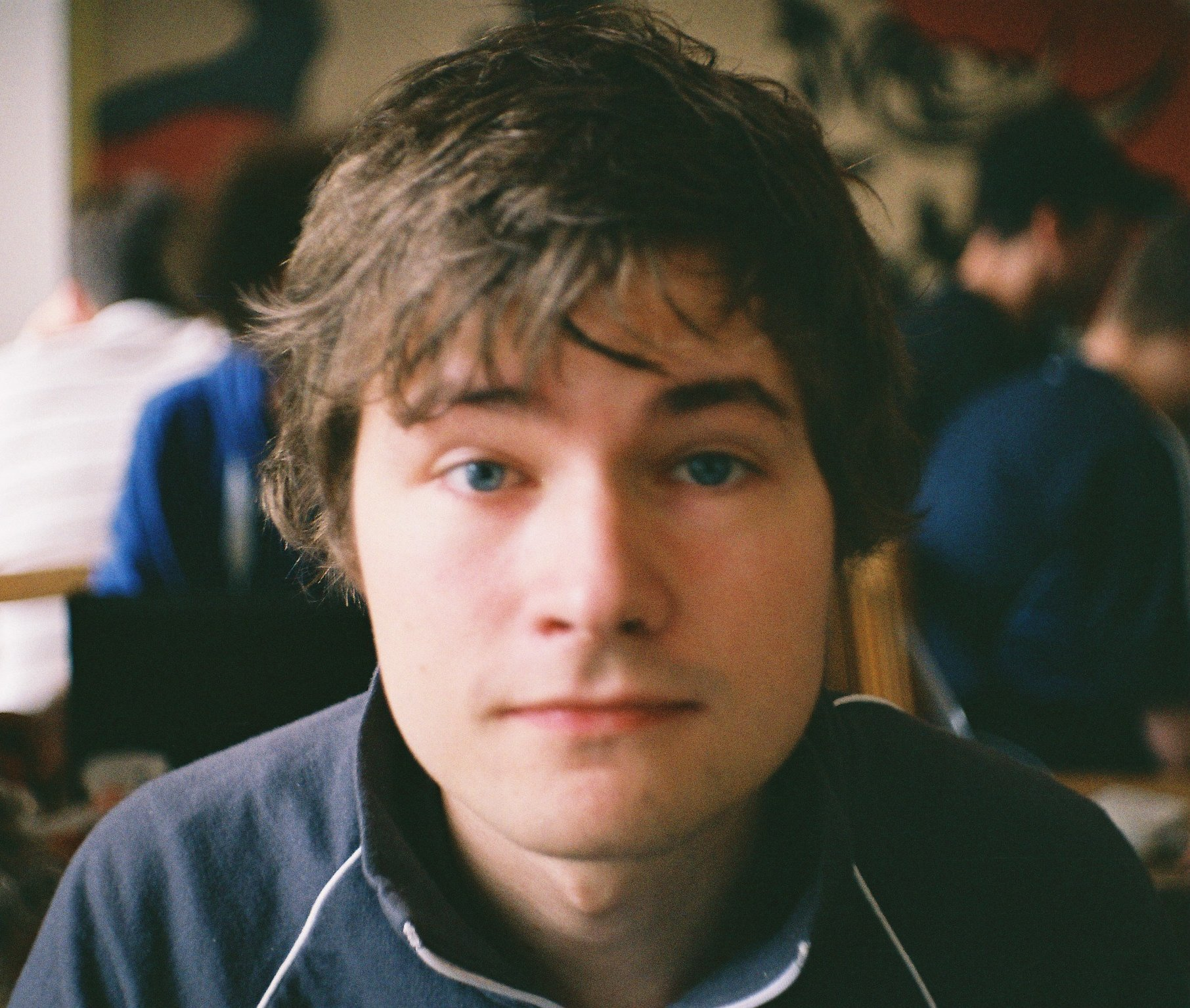
A trilha sonora de Minecraft foi composta pelo músico alemão C418.

A música de Minecraft, um jogo eletrônico inicialmente publicado pela Mojang em março de 2009, foi composta pelo músico alemão Daniel Rosenfeld, mais conhecido pelo nome artístico C418. A trilha sonora consiste em temas instrumentais de música ambiente e foi dividida em dois álbuns: Minecraft - Volume Alpha (2011) e Minecraft - Volume Beta (2013). A Kotaku classificou o primeiro álbum como uma das melhores trilhas sonoras de videogames de 2011. Ambos os álbuns incluem músicas em destaque no jogo, além de outras inclusas em trailers e instrumentais não inclusos no lançamento final do jogo.
Em um painel da MineCon em 2012, C418 afirmou que há um bom tempo tinha interesse em jogos eletrônicos e esteve envolvido com várias comunidades relacionadas. O músico conheceu Markus Persson — o criador de Minecraft — em um Internet Relay Chat (IRC) e começou a compor músicas para Minecraft quando o jogo estava ainda em seus estágios iniciais. Ambos ficaram impressionados com o trabalho um do outro e, eventualmente, Persson optou por emparelhar a música de C418 com seu jogo.
Em 2015, C418 sugeriu um possível terceiro álbum para a trilha sonora. Em 2017, no seu Twitter, ele confirmou o lançamento futuro, mas alegando que "[o álbum] ainda está longe de ser terminado."

## Álbuns

### Minecraft - Volume Alpha
Minecraft - Volume Alpha é o sétimo álbum de estúdio lançado por C418, foi lançado digitalmente em 4 de março de 2011 como o primeiro álbum da trilha sonora. Em 21 de agosto de 2015, uma versão física composta por CD e um disco de vinil preto e outro verde transparente de edição limitada foi lançada pela gravadora eletrônica independente Ghostly International.
"Eu gosto de adicionar mais conteúdo às músicas que estão no jogo porque eu sinto que os jogadores provavelmente não estão interessados em comprar música que já está no jogo. Portanto, estender o álbum para uma peça mais coesa que possa ser reproduzida por si só é melhor do que apenas pegar todos os arquivos de som e colocá-los em um álbum."
— C418 sobre o tema das músicas em Minecraft - Volume Alpha.

#### Lista de faixas
Download digital e CD
| N.º | Título                   | Duração |  |
| 1.  | "Key"                    | 1:05    |  |
| 2.  | "Door"                   | 1:51    |  |
| 3.  | "Subwoofer Lullaby"      | 3:28    |  |
| 4.  | "Death"                  | 0:41    |  |
| 5.  | "Living Mice"            | 2:57    |  |
| 6.  | "Moog City"              | 2:40    |  |
| 7.  | "Haggstrom"              | 3:24    |  |
| 8.  | "Minecraft"              | 4:14    |  |
| 9.  | "Oxygène"                | 1:05    |  |
| 10. | "Équinoxe"               | 1:54    |  |
| 11. | "Mice on Venus"          | 4:41    |  |
| 12. | "Dry Hands"              | 1:08    |  |
| 13. | "Wet Hands"              | 1:30    |  |
| 14. | "Clark"                  | 3:11    |  |
| 15. | "Chris"                  | 1:27    |  |
| 16. | "Thirteen"               | 2:56    |  |
| 17. | "Excuse"                 | 2:04    |  |
| 18. | "Sweden"                 | 3:35    |  |
| 19. | "Cat"                    | 3:06    |  |
| 20. | "Dog"                    | 2:25    |  |
| 21. | "Danny"                  | 4:14    |  |
| 22. | "Beginning"              | 1:42    |  |
| 23. | "Droopy Likes Ricochet"  | 1:36    |  |
| 24. | "Droopy Likes Your Face" | 1:56    |  |

Vinil - lado A
| N.º | Título              | Duração |  |
| 1.  | "Subwoofer Lullaby" | 3:28    |  |
| 2.  | "Living Mice"       | 2:57    |  |
| 3.  | "Moog City"         | 2:40    |  |
| 4.  | "Haggstrom"         | 3:24    |  |
| 5.  | "Minecraft"         | 4:14    |  |
| 6.  | "Clark"             | 3:11    |  |

Vinil – lado B
| N.º | Título          | Duração |  |
| 1.  | "Mice on Venus" | 4:41    |  |
| 2.  | "Dry Hands"     | 1:08    |  |
| 3.  | "Wet Hands"     | 1:30    |  |
| 4.  | "Sweden"        | 3:35    |  |
| 5.  | "Cat"           | 3:06    |  |
| 6.  | "Danny"         | 4:14    |  |

### Minecraft - Volume Beta
Minecraft - Volume Beta é o décimo álbum de estúdio lançado por C418, foi lançado em 9 de novembro de 2013 como o segundo álbum da trilha sonora. O álbum inclui músicas mais recentes que foram adicionadas ao jogo após o lançamento do primeiro álbum, além de outras músicas exclusivas. Volume Beta conseguiu alcançar o seu pico na posição catorze da Dance/Electronic Albums da revista Billboard nos Estados Unidos. O álbum não inclui 2 faixas presentes no jogo: "Boss", uma versão mais calma de "The End", usada como tema de batalha; disco "11", substituída por "Eleven" na trilha sonora.

#### Lista de faixas
Download digital
| N.º | Título               | Duração |  |
| 1.  | "Ki"                 | 1:32    |  |
| 2.  | "Alpha"              | 10:03   |  |
| 3.  | "Dead Voxel"         | 4:56    |  |
| 4.  | "Blind Spots"        | 5:32    |  |
| 5.  | "Flake"              | 2:50    |  |
| 6.  | "Moog City 2"        | 3:00    |  |
| 7.  | "Concrete Halls"     | 4:14    |  |
| 8.  | "Biome Fest"         | 6:18    |  |
| 9.  | "Mutation"           | 3:05    |  |
| 10. | "Haunt Muskie"       | 6:01    |  |
| 11. | "Warmth"             | 3:59    |  |
| 12. | "Floating Trees"     | 4:04    |  |
| 13. | "Aria Math"          | 5:10    |  |
| 14. | "Kyoto"              | 4:09    |  |
| 15. | "Ballad of the Cats" | 4:35    |  |
| 16. | "Taswell"            | 8:35    |  |
| 17. | "Beginning 2"        | 2:56    |  |
| 18. | "Dreiton"            | 8:17    |  |
| 19. | "The End"            | 15:04   |  |
| 20. | "Chirp"              | 3:06    |  |
| 21. | "Wait"               | 3:54    |  |
| 22. | "Mellohi"            | 1:38    |  |
| 23. | "Stal"               | 2:32    |  |
| 24. | "Strad"              | 3:08    |  |
| 25. | "Eleven"             | 1:11    |  |
| 26. | "Ward"               | 4:10    |  |
| 27. | "Mall"               | 3:18    |  |
| 28. | "Blocks"             | 5:43    |  |
| 29. | "Far"                | 3:12    |  |
| 30. | "Intro"              | 4:36    |  |

| Vinil - lado A |               |         |  |
| N.º            | Título        | Duração |  |
| 1.             | "Ki"          | 1:27    |  |
| 2.             | "Alpha"       | 9:49    |  |
| 3.             | "Blind Spots" | 5:28    |  |
| 4.             | "Mutation"    | 2:56    |  |

| Vinil - lado B |              |         |  |
| N.º            | Título       | Duração |  |
| 1.             | "Biome Fest" | 6:09    |  |
| 2.             | "Aria Math"  | 5:09    |  |
| 3.             | "Taswell"    | 8:35    |  |

| Vinil - lado C |               |         |  |
| N.º            | Título        | Duração |  |
| 1.             | "Beginning 2" | 2:48    |  |
| 2.             | "Moog City 2" | 2:52    |  |
| 3.             | "The End"     | 15:04   |  |

| Vinil - lado D |           |         |  |
| N.º            | Título    | Duração |  |
| 1.             | "Kyoto"   | 4:03    |  |
| 2.             | "Chirp"   | 3:03    |  |
| 3.             | "Mellohi" | 1:36    |  |
| 4.             | "Stal"    | 2:32    |  |
| 5.             | "Eleven"  | 1:05    |  |
| 6.             | "Far"     | 3:12    |  |
| 7.             | "Intro"   | 4:36    |  |

### Minecraft: Nether Update (Original Game Soundtrack)
Um EP foi produzido por Lena Raine, chamado Minecraft: Nether Update, lançado em 14 de junho de 2020. O EP contém cinco faixas introduzidas na atualização 1.16 de Minecraft. Mojang originalmente havia solicitado Raine uma demo baseada em seu álbum de estúdio Oneknowing. Raine inicialmente se sentiu intimidada, devido à trilha sonora do jogo ser altamente aclamada. Raine notou que um dos instrumentos primários usados na música de Minecraft é o piano e desafiou a si mesma a usar o piano e modificar o som para fazê-lo soar algo diferente.
| N.º            | Título                 | Duração |  |
| 1.             | "Chrysopoeia"          | 5:03    |  |
| 2.             | "Rubedo"               | 5:12    |  |
| 3.             | "So Below"             | 5:19    |  |
| 4.             | "Pigstep (Mono Mix)"   | 2:28    |  |
| 5.             | "Pigstep (Stereo Mix)" | 2:28    |  |
| Duração total: | Duração total:         | 20:32   |  |

### Minecraft: Caves & Cliffs (Original Game Soundtrack)
Em 20 de outubro de 2021, o quarto lançamento oficial da trilha sonora de Minecraft foi lançado, com músicas escritas por Lena Raine e Kumi Tanioka, uma compositora japonesa conhecida por trabalhar em Final Fantasy: Crystal Chronicles e Hyrules Warriors: Age of Calamity. O álbum contém dez faixas que serão introduzidas na atualização 1.18 de Minecraft. "Otherside", composta por Raine, é um novo disco de música dentro do jogo.
| Faixas 1–7 por Lena Raine; 8–10 por Kumi Tanioka |                       |         |  |
| N.º                                              | Título                | Duração |  |
| 1.                                               | "Stand Tall"          | 5:08    |  |
| 2.                                               | "Left to Bloom"       | 5:42    |  |
| 3.                                               | "Ancestry"            | 5:43    |  |
| 4.                                               | "Wending"             | 5:14    |  |
| 5.                                               | "Infinite Amethyst"   | 4:31    |  |
| 6.                                               | "One More Day"        | 4:38    |  |
| 7.                                               | "Otherside"           | 3:15    |  |
| 8.                                               | "Floating Dream"      | 3:25    |  |
| 9.                                               | "Comforting Memories" | 4:35    |  |
| 10.                                              | "An Ordinary Day"     | 5:31    |  |
| Duração total:                                   | Duração total:        | 47:46   |  |

### Terceiro álbum de C418 ainda não lançado
Em 2015, C418 afirmou que ainda havia potencial para um futuro álbum, dizendo: “Eu ainda trabalharei em Minecraft, então provavelmente haverá um outro álbum.” Em 2017, confirmou que de fato haveria e seria maior que o Volume Alpha e Beta combinados, mas que ainda não estava pronto. Ele afirmou que o álbum não se chamaria “Volume Gamma”, quebrando o padrão de dar nomes com base na ordem alfabética grega.
Em 2021, em entrevista com Anthony Fantano, foi perguntado se o álbum ainda estava em desenvolvimento. C418 afirmou o seguinte: “Eu tenho algo, considerado terminado, mas as coisas se complicaram agora que Minecraft se tornou uma grande propriedade. Então eu não sei.”

### Minecraft: Wild Update (Original Game Soundtrack)
Em 20 de abril de 2022, foi lançado o quinto álbum de trilha sonora de Minecraft, por Samuel Åberg. A trilha sonora da atualização Wild Update (atualização selvagem, em português) tem composições de Lena Raine e uma música inédita composta pelo próprio Åberg.
| Faixas 1–3 compostas por Lena Raine; 4 por Samuel Åberg |                |         |  |
| N.º                                                     | Título         | Duração |  |
| 1.                                                      | "Firebugs"     | 5:12    |  |
| 2.                                                      | "Aerie"        | 4:56    |  |
| 3.                                                      | "Labyrinthine" | 5:24    |  |
| 4.                                                      | "Five"         | 2:58    |  |
| Duração total:                                          | Duração total: | 18:32   |  |

### Minecraft: Trails & Tales (Original Game Soundtrack)
Em 26 de abril de 2023, a Mojang anunciou o lançamento do sexto álbum de trilha sonora de Minecraft, que contou com a participação do compositor americano Aaron Cherof, que contribuiu com 4 faixas para o jogo.
| N.º            | Título             | Duração |  |
| 1.             | "Echo in the Wind" | 4:56    |  |
| 2.             | "A Familiar Room"  | 4:01    |  |
| 3.             | "Bromeliad"        | 5:12    |  |
| 4.             | "Crescent Dunes"   | 4:08    |  |
| 5.             | "Relic"            | 3:38    |  |
| Duração total: | Duração total:     | 21:56   |  |

## Recepção crítica
Em geral, a trilha sonora foi muito bem recebida pelos críticos. Em 2011, Kirk Hamilton, da Kotaku, classificou o primeiro álbum como um dos melhores trabalhos musicais de jogos do ano. Chase Ramsey, da Kill Screen, disse que "o que torna a música especial (...) é sua interpretação sofisticada do mundo Minecraft, sensível aos tipos de vidas e histórias que construímos nesse mundo". Michael Fulton, da Lifewire, chamou o primeiro álbum de "maravilhoso". Jamie Hornsey, da The Boar, diz que a trilha sonora é "nostalgia em sua forma mais pura". Andy Kellman, da AllMusic, elogiou a reprodutibilidade do primeiro álbum.